# بورنهوفد
بورنهوفد (به آلمانی: Bornhöved) یک شهر در آلمان است که در زگه‌برگ واقع شده‌است. بورنهوفد ۳٬۴۸۳ نفر جمعیت دارد.